# سانبری
سانبری (به انگلیسی: Sunbury) یک شهرک در استرالیا است که در ویکتوریا (استرالیا) واقع شده‌است.